# Уравнение Орнштейна — Цернике
Уравнение Орнштейна — Цернике — интегральное уравнение статистической механики для определения прямой корреляционной функции. Оно описывает, как может быть рассчитана корреляция между двумя молекулами, точнее корреляция плотности между двумя точками. Применение в основном обнаруживается в теории жидкости.
Уравнение названо в честь Леонарда Орнштейна и Фрица Цернике.

## Вывод
Можно получить уравнение Орнштейна-Цернике из следующих эвристических соображений. Удобно ввести полную корреляционную функцию:
{\displaystyle h(r_{12})=g(r_{12})-1},
которая является мерой для «воздействия» молекулы 1 на молекулу 2, расположенную на расстоянии {\displaystyle r_{12}} от первой, в системе с радиальной функцией распределения {\displaystyle g(r_{12})}. В 1914 году Орнштейн и Цернике предложили разделить это влияние на два вклада: прямой и косвенный. Прямой вклад по определению задаётся прямой корреляционной функцией, обозначаемой {\displaystyle c(r_{12})}. Косвенный вклад связан с влиянием молекулы 1 на третью молекулу 3, которая, в свою очередь, влияет на молекулу 2, непосредственно. Такое опосредованное воздействие умножается на плотность и усредняется по всем возможным положениях координаты молекулы 3. Математически это можно записать в виде формулы
{\displaystyle h(r_{12})=c(r_{12})+\rho \int d\mathbf {r} _{3}c(r_{13})h(r_{23})},
которая и называется уравнением Орнштейна — Цернике.
Точный вывод уравнения требует графического анализа и функциональных методов статистической физики.

## Применение
Чтобы разрешить уравнение Орштейна — Цернике, в него добавляют еще одно приближённое уравнение, которое связывает {\displaystyle h(r)} с {\displaystyle c(r)}, полученное из модельных соображений. В результате получим одно интегральное или интегро-дифференциальное уравнение, из которого можно найти {\displaystyle h(r)}. Самые распространённые приближения:
приближение Перкуса — Йевика:
{\displaystyle c(r)=g(r)[e^{-\phi (r)/kT}-1]e^{-\phi (r)/kT},}
гиперцепное приближение:
{\displaystyle c(r)=g(r)-1-\ln {g(r)}-{\frac {\phi (r)}{kT}}.}
В рамках теории Орштейна — Цернике можно, не вдаваясь в детальный вид функции {\displaystyle c(r)}, а предположив лишь, что она является короткодействующей, описать асимптотику поведения {\displaystyle h(r)} при {\displaystyle r\rightarrow \infty }:
{\displaystyle h(r)\rightarrow {\frac {e^{-r/R_{c}}}{r}}}
с некоторым характерным параметром {\displaystyle R_{c}} (радиусом корреляции).